# Maledetta luna
Maledetta luna è un singolo del rapper italiano Chiello, pubblicato il 3 febbraio 2019.

## Tracce
Testi di Rocco Modello, musiche di Domenico Pomata Venturo.
1. Maledetta luna – 2:31